# Blue Note Records
Blue Note Records − amerykańska, jazzowa wytwórnia płytowa, której założycielami w 1939 byli Alfred Lion i Max Margulis, niedługo później do właścicieli dołączył Francis Wolff. Obecnie właścicielem wytwórni jest EMI Group.
Blue Note współpracowała z takimi wykonawcami jak Horace Silver, Jimmy Smith, Freddie Hubbard, Lee Morgan, Art Blakey, Nina Simone, Bobby McFerrin, Chick Corea, Suzanne Vega, Miles Davis, Herbie Hancock, Hindi Zahra, Norah Jones. Wytwórnia wydała także dwie płyty polskiej wokalistki – Agi Zaryan.